# Karmen Stavec
Karmen Stavec, slovenska pevka zabavne glasbe, * 21. december 1973, (Zahodni) Berlin.
Najbolj je znana po uspešnicah: Vzemi mojo dlan, Ljubim te, Ostani tu, Še in še, Ena in edina, Srca ti več ne dam, Ena solzica, Lep poletni dan, V redu je in Ljubezen je.
Po maturi v Nemčiji se je preselila v Domžale, kjer je začela svojo plesno kariero v duu 4 fun. Študirala je nemščino na Filozofski fakulteti v Ljubljani. Leta 1998 je začela solistično glasbeno kariero. 
Na Emi, slovenskem predizboru za Pesem Evrovizije, je nastopila štirikrat: leta 1998 (s Patrikom Greblom), 2001 (zasedla je tretje mesto, prva je bila Nuša Derenda), 2002 (s pesmijo Še in še je zasedla drugo mesto, prvo so osvojile Sestre) in 2003, ko je zmagala s pesmijo Lep poletni dan. S to pesmijo (péto v angleščini z naslovom Nanana) je na evrovizijskem tekmovanju zasedla 23. mesto izmed 26 držav.
Po nastopu na Pesmi Evrovizije in Hit festivalu 2004 si je vzela triletni glasbeni premor. Leta 2007 izdala pesem Povej, ki je oznanila njeno vrnitev na glasbene, pa tudi festivalske odre. Tako je leta 2009 ponovno nastopila na Emi s pesmijo A si želiš, leta 2010 pa na Slovenski popevki. V tem obdobju sta nastali tudi pesmi Nekaj med nama (2008) in Praviš, da veš (2010).
Pred glasbenim premorom je največ sodelovala z avtorjem Martinom Štibernikom, s katerim je sodelovala tudi kot avtorica besedil.
Danes se ukvarja s prodajo nakita.

## Nastopi na glasbenih festivalih

### EMA
- 1998: Kje pesem je doma (Patrik Greblo - Milan Dekleva - Patrik Greblo) - s Patrikom Greblom (7. mesto)
- 2001: Ostani tu (Martin Štibernik - Karmen Stavec - Martin Štibernik) (3. mesto)
- 2002: Še in še (Martin Štibernik - Karmen Stavec - Martin Štibernik) (3. mesto)
- 2003: Lep poletni dan (Martin Štibernik - Karmen Stavec - Martin Štibernik) (1. mesto)
- 2009: A si želiš (Rafael Artesero - Rafael Artesero - Gregor Bezenšek) (7. mesto)

Pesem Evrovizije
- 2003: Nanana — 23. mesto

### Slovenska popevka
- 1998: Na prepihu neba (Patrik Greblo - Milan Dekleva - Patrik Greblo) (nagrada strokovne žirije za najboljšega debitanta, nagrada strokovne žirije za najboljše besedilo, nagrada strokovne žirije za najboljši aranžma, 6. mesto)
- 1999: Ljubim te — nagrada za najboljšo izvedbo; 3. mesto
- 2010: Odgovor je v tebi — 8. mesto

Hit festival
- 2002: Ena in edina
- 2004: Ne pomeni ne

## Diskografija
- Ljubim te (1999)

1. Vzemi mojo dlan
2. Brez zamere in solza
3. Ljubim te
4. Ob tebi zaspim
5. Ogenj
6. Pogrešam te
7. Sem, kar sem
8. Če si pravi
9. Kot nekoč
10. Fant iz pravljice
11. Kamorkoli greš

- Ostani tu (2001)

1. Ostani tu
2. Tu sem doma
3. Srca ti več ne dam
4. Povej mi, zakaj
5. Brez besed
6. Ne išči me
7. Ena solzica
8. Še sem zaljubljena
9. Onkraj neba
10. Ne vem
11. Ti in jaz

- Karmen (2003)

1. Lep poletni dan
2. V redu je
3. Ena in edina
4. Koga ljubiš zdaj
5. Tvoje oči
6. Še in še
7. Ljubezen je
8. Prepametno dekle
9. Tistega dne
10. Upside down
11. Vroče
12. Nanana